# Île Broken (îles Malouines)
Pour les articles homonymes, voir Île Broken.
L'île Broken (en anglais Broken Island) est une des îles Malouines (Falkland Islands).